# Generali Open de France
Le Generali Open de France est un évènement équestre qui se déroule chaque année à Lamotte-Beuvron. Toutes les disciplines et tous les niveaux clubs et poneys sont représentés lors d'épreuves qui tiennent lieu de championnats de France pour la plupart.

## Historique
L'Open de France se déroule depuis 1994 sur le Parc Équestre Fédéral de Lamotte-Beuvron. Depuis 2002, la compagnie d'assurance Generali France parraine cet évènement qui porte désormais le nom de Generali Open de France. En 2020, l’évènement est annulé en raison de la Pandémie de Covid-19. En 2021, l'évènement est de nouveau annulé. En raison de cette annulation, la Fédération française d'équitation propose aux comités régionaux d’équitation d'organiser un Open régional poney et club durant les mois de juillet et août 2021. Une nouvelle édition a eu lieu en 2023, rassemblant près de 15 000 cavaliers et équidés.

### Historique des évènements
- 2002 : Poneys : du 30 juin au 7 juillet ; Clubs : du 17 au 21 juillet
- 2003 : Poneys : du 29 juin au 6 juillet ; Clubs : du 16 au 20 juillet
- 2004 : Poneys : du 3 au 11 juillet ; Clubs : du 20 au 25 juillet
- 2005 : Poneys : du 2 au 10 juillet ; Clubs : du 19 au 24 juillet
- 2006 : Poneys : du 1 au 9 juillet ; Clubs : du 17 au 23 juillet
- 2007 : Poneys : du 30 juin au 8 juillet ; Clubs : du 14 au 22 juillet
- 2008 : Poneys : du 5 au 13 juillet ; Clubs et Amateurs : du 15 au 25 juillet
- 2009 : Poneys : du 4 au 12 juillet ; Clubs : du 18 au 26 juillet
- 2010 : Poneys : du 3 au 11 juillet ; Clubs : du 17 au 25 juillet
- 2011 : Poneys : du 2 au 10 juillet ; Clubs : du 16 au 24 juillet
- 2012 : Poneys : du 7 au 15 juillet ; Clubs : du 21 au 29 juillet
- 2013 : Poneys : du 6 au 14 juillet ; Clubs : du 20 au 28 juillet
- 2014 : Poneys : du 5 au 13 juillet ; Clubs : du 19 au 27 juillet
- 2015 : Poneys : du 4 au 12 juillet ; Clubs : du 18 au 26 juillet
- 2016 : Poneys : du 2 au 10 juillet ; Clubs : du 16 au 24 juillet
- 2017 : Poneys : du 8 au 16 juillet ; Clubs : du 22 au 30 juillet (Période qualification Poney : du 6 juin 2016 au 11 juin 2017 - Club : du 20 juin 2016 au 25 juin 2017
- 2018 : Poneys : du 7 au 15 juillet ; Clubs : du 21 au 29 juillet (Période qualification Poney : du 12 juin 2017 au 10 juin 2018 - Club : du 26 juin 2017 au 24 juin 2018)
- 2019 : Poneys : du 6 au 14 juillet ; Clubs : du 20 au 28 juillet (Période qualification Poney : du 11 juin 2018 au 10 juin 2019 - Club : du 25 juin 2018 au 23 juin 2019)
- 2020 : annulé[1]
- 2021 : annulé[2]
- 2022 : Poneys : du 9 au 16 juillet ; Clubs : du 23 au 30 juillet
- 2023 : Poneys : du 8 au 15 juillet ; Clubs : du 22 au 29 juillet
- 2024 : Poneys : du 6 au 14 juillet ; Clubs : du 20 au 27 juillet
- 2025 : Poneys : du 5 au 13 juillet ; Clubs : du 19 au 27 juillet

### Opens régionaux
En raison de l'annulation du Generali Open de France durant le mois de juillet 2021, des Opens régionaux seront organisés lors des mois de juillet et août 2021.
| Organisateur                                               | Nom                                                | Date   | Date                          | Réf.   |
| ---------------------------------------------------------- | -------------------------------------------------- | ------ | ----------------------------- | ------ |
| Comité Régional d'Équitation d'Auvergne-Rhône-Alpes        | Open d'Auvergne-Rhône-Alpes                        | Poneys | juillet à août 2021           | [ 3 ]  |
| Comité Régional d'Équitation d'Auvergne-Rhône-Alpes        | Open d'Auvergne-Rhône-Alpes                        | Club   | juillet à août 2021           | [ 3 ]  |
| Comité Régional d'Équitation de Bourgogne-Franche-Comté    | Open de Bourgogne-Franche-Comté                    | Poneys | 30 juillet au 1er août 2021   | [ 4 ]  |
| Comité Régional d'Équitation de Bourgogne-Franche-Comté    | Open de Bourgogne-Franche-Comté                    | Club   | 30 juillet au 1er août 2021   | [ 4 ]  |
| Comité Régional d'Équitation de Bretagne                   |                                                    | -      | -                             |        |
| Comité Régional d'Équitation de Centre-Val de Loire        | Open de Centre-Val de Loire                        | Poneys | 10 au 14 juillet 2021         | [ 5 ]  |
| Comité Régional d'Équitation de Centre-Val de Loire        | Open de Centre-Val de Loire                        | Club   | 10 au 14 juillet 2021         | [ 5 ]  |
| Comité Régional d'Équitation de Corse                      |                                                    | -      | -                             |        |
| Comité Régional d'Équitation du Grand Est                  |                                                    | -      | -                             |        |
| Comité Régional d'Équitation des Hauts-de-France           | Open des Hauts-de-France                           | Poneys | juillet à septembre 2021      | [ 6 ]  |
| Comité Régional d'Équitation des Hauts-de-France           | Open des Hauts-de-France                           | Club   | juillet à septembre 2021      | [ 6 ]  |
| Comité Régional d'Équitation d'Île-de-France               | Open d’Île-de-France                               | Poneys | 3 au 4 juillet 2021           | [ 7 ]  |
| Comité Régional d'Équitation d'Île-de-France               | Open d’Île-de-France                               | Club   | 15 au 18 juillet 2021         | [ 8 ]  |
| Comité Régional d'Équitation de Normandie                  | Open de Normandie                                  | Poneys | 2 au 4 juillet 2021           | [ 9 ]  |
| Comité Régional d'Équitation de Normandie                  | Open de Normandie                                  | Club   | 2 au 4 juillet 2021           | [ 9 ]  |
| Comité Régional d'Équitation de Nouvelle-Aquitaine         |                                                    | -      | -                             |        |
| Comité Régional d'Équitation d'Occitanie                   | Open Régional Occitanie Tour Club Open d'Occitanie | Poneys | 26 au 29 août 2021            | [ 10 ] |
| Comité Régional d'Équitation d'Occitanie                   | Open Régional Occitanie Tour Club Open d'Occitanie | Club   | 26 au 29 août 2021            | [ 10 ] |
| Comité Régional d'Équitation des Pays de la Loire          | Open des Pays de la Loire                          | Poneys | 17 et 18 juillet 2021         | [ 11 ] |
| Comité Régional d'Équitation des Pays de la Loire          | Open des Pays de la Loire                          | Club   | 17 et 18 juillet 2021         | [ 11 ] |
| Comité Régional d'Équitation de Provence-Alpes-Côte d'Azur | Open du Sud Open de Provence-Alpes-Côte d'Azur     | Poneys | 10, 11, 17 et 18 juillet 2021 | [ 12 ] |
| Comité Régional d'Équitation de Provence-Alpes-Côte d'Azur | Open du Sud Open de Provence-Alpes-Côte d'Azur     | Club   | 10, 11, 17 et 18 juillet 2021 | [ 12 ] |

## Les chiffres
- 20 journées de compétitions
- 30 hectares de parking
- 32 pistes fonctionnelles
- 165 hectares, la surface du parc
- 250 juges
- 300 volontaires
- 1 500 clubs différents
- 3 800 boxes sur place
- 7 000 chevaux différents
- 8 000 poneys différents
- 20 000 personnes par jour, en moyenne
- 231 000 véhicules comptabilisés
- 500 000 visiteurs cumulés

Le Generali Open de France est devenu en 2012 « la plus grande manifestation équestre au monde », un titre certifié par le Guinness World Records.

## Déroulement de l'évènement
Le Generali Open de France se déroule en deux parties :
- L'Open de France Poney : épreuves Poneys pour les équidés A, B, C, D et E.
- L'Open de France Club : épreuves Clubs

### L'Open de France Poney
Il se déroule la première semaine de juillet, pendant dix jours, et réunit toutes les épreuves Poney dans les différentes disciplines (Saut d'obstacles, dressage, concours complet, pony games, équifun, barrel racing et voltige). Toutes ces épreuves sont réservées aux cavaliers et aux poneys qui se sont qualifiés au cours de la saison selon le barème établi chaque année par la Fédération française d'équitation et se déroulent par catégories (P2, P1, Pélite, etc), souvent divisées par âge (cadet 1, minime 2, junior, etc) puis par niveau (excellence, élite, premium, spéciale, etc) et parfois par taille des poneys (exemple : CSO Poney C élite, réservé aux poneys classés en catégorie C). Ces épreuves peuvent se courir en individuel ou en équipes de 3 à 5 cavaliers (au-delà de 3 cavaliers, seules les 3 meilleurs résultats sont retenus, les autres étant considérés comme "joker"). En Poney 3 il est uniquement possible de participer par équipe.

### L'Open de France Club
De même, il se déroule la troisième semaine de juillet pendant dix jours et réunit toutes les épreuves Club dans les différentes disciplines (Saut d'obstacles, dressage, concours complet, pony games, équifun, barrel racing et voltige). Toutes ces épreuves sont réservées aux cavaliers et aux équidés qui se sont qualifiés au cours de la saison selon le barème établi chaque année par la Fédération française d'équitation et se déroulent par catégories (C3, C2, C1 et Célite), souvent divisées par âge (cadet 1, minime 2, junior, etc) puis par niveau (excellence, élite, premium, spéciale, etc). Ces épreuves peuvent se courir en individuel ou en équipes de 3 à 5 cavaliers (au-delà de 3 cavaliers, seules les 3 meilleurs résultats sont retenus, les autres étant considérés comme "joker"). En Club 3 il est uniquement possible de participer par équipe.

### Le Mondial des Clubs
Depuis 2004 et ce chaque année, durant l'Open de France Club, se déroule le Tournoi Mondial des Clubs, qui est une compétition amicale internationale s’adressant à des clubs équestres venant de toutes les régions du monde et à leurs cavaliers. Ce ne sont pas moins de 26 nations qui ont participé depuis la création.

## Tournée des As
La tournée des As a été créée en 2008 pour remplacer l'ancienne épreuve dite "Grand Prix Ponam". Cette modification fait suite à la réforme fédérale qui instaure des épreuves de Grand Prix à tous les niveaux de compétition. Ainsi, pour chaque épreuve il existe désormais quatre versions, préparatoire, vitesse, spécial et grand prix.
L'ancienne épreuve de Grand Prix Ponam devient donc une épreuve se déroulant en deux jours, As Poney Élite Vitesse le premier jour et As Poney Élite Grand Prix le deuxième.
Jusqu'en 2007, l'épreuve Grand Prix Ponam permettait de sélectionner les cavaliers et poneys qui représenteraient les couleurs françaises aux championnats d'Europe, les 5 premiers aux championnats de France étant qualifiés. Depuis 2008, c'est le Directeur Technique National qui fait sa propre sélection, sans avoir à justifier des résultats.